# Panzeria aldrichi
Panzeria aldrichi är en tvåvingeart som först beskrevs av Townsend 1892.  Panzeria aldrichi ingår i släktet Panzeria och familjen parasitflugor. Inga underarter finns listade i Catalogue of Life.